# عشق (فیلم ۲۰۱۱)
عشق (انگلیسی: Love) فیلمی در ژانر علمی–تخیلی و ماجراجویی به کارگردانی ویلیام اوبنک است که در سال ۲۰۱۱ منتشر شد. از بازیگران آن می‌توان به امبر چایلدرز اشاره کرد.